# カウアン・オカモト
カウアン・オカモト（KAUAN OKAMOTO、1996年〈平成8年〉5月24日 - ）は、日本とブラジルで活動するシンガーソングライター。元ジャニーズJr.所属。本名およびジャニーズJr.としての活動時の芸名は岡本 カウアン。

## 略歴

### 生い立ち
日系ブラジル人3世の両親の元に愛知県豊橋市に生まれる。両親が日本に出稼ぎに来ており、母が18歳の時に彼を身ごもった。当初は異国の地での子育てに対する不安があり、中絶も考えたが、「ここで堕ろしたら一生罪を背負うことになる」と考え、ギリギリのところで踏みとどまった。カウアンが生まれた後、父は工場員、母は内職をしながら日系人が多く暮らす団地で彼を育てた。2人とも日本語が不自由だったため、保育園で日本語を習得してからは両親が役所や病院に行く際は通訳をしていた。
物心ついた時から「自分は他の子と違う」という疎外感や「ブラジル人、日本人、自分はどちらとして生きるべきか」といったアイデンティティが定まらないことへの葛藤を抱えていた。小学校低学年の時に安田生命のCMで流れていた小田和正の「言葉にできない」に感銘を受け、そこから音楽の力に魅了される。中学校に入って、更に勉強についていけなくなり、バスケットボール部で努力しても実力が認められず、ストリートバスケに没頭する。
そこでは自分と似た境遇の、多国籍の外国人が集まり、喧嘩、酒、タバコなど次第に悪いことを覚えていくが、ある日いつもの様に不良仲間と公園でたむろしている際に、原付に乗った母親が乗り込んできて、一人ずつ「バカヤロウ!!」と言いながらビンタした挙句、警察に全員を突き出した。そこから母親は「ターミネーター」とあだ名をつけられ「自分の息子を警察に突き出すなんて、頭がおかしい」と仲間に言われるが「母親がしてくれたことは、心から自分を想っての、愛ゆえの行動だ」と、その後は不良仲間から離れた。
丁度その頃、自分の2歳年上のジャスティン・ビーバーが世界的に有名になり、あまりにもジャスティンと自分の境遇が似ていたことに驚愕し、「自分も大好きな音楽で成り上がって家族に楽な暮らしをさせたい」と考えるようになる。その事を母親に相談すると「あなたは私に似て顔だけは良いから」と言われ、地元と東京のモデル事務所に所属することになり、その事務所のマネージャーを通じて、自身がジャスティンの歌を熱唱しているDVDが岡本健一を経てジャニー喜多川へと渡ることになる。本人曰く「ジャニーさん、僕のこと最初岡本健一さんの同じ岡本だから親戚だと思ったんですよ。」とのこと。

### ジャニーズJr.加入のきっかけ
中学卒業を間近に控えた2012年2月12日の朝、カウアンの携帯電話に直接ジャニー喜多川から電話がかかってくる。「ユーのDVD見たよ、今からSexy Zoneのコンサートだから東京に来て」と呼ばれる。ジャニー喜多川にステージで歌うように指示され、いきなり5000人のSexy Zoneのファンの前でジャスティンの歌「ベイビー」をアカペラで歌い、そのままジャニーズJr.に加入することになった。

### ジャニーズJr.脱退理由
YouTubeを使って日本でもブラジルでもソロデビューをしたいという希望があり、2年かけてFantasy Danceのミュージック・ビデオを制作しジャニー喜多川に見せたところ、「これユーが作ったの? 凄いよ、事務所でプレゼンしてくる」と絶賛されたが、当時タレントのSNS運用に否定的だった事務所の幹部達に却下される。「このままジャニーズとして残ってデビューしても、本来やりたい歌手活動でなくバラエティ中心の活動になるだろう」と考え、脱退を決意する。グラビアアイドルとのデート写真が出た直後に、それが原因でクビになったとの噂もあるが、本人は「あの写真が出てから辞めるまでに半年以上経っていた、恋愛はしていたけどあれが原因で辞めたわけでは無い」と完全否定している。

### ジャニー喜多川性加害問題への関与
2022年11月13日、東谷義和とYouTube上でコラボした際に、先方からジャニー喜多川の性加害について尋ねられた際に、噂でなく事実であることを認め、自身も被害に遭っていた、証拠として行為中の動画も所持していること等を述べた。この時に問題を取り上げてくれた恩返しとして、後の2023年10月30日に、カウアンは東谷が脅迫罪等の罪で訴えられた第2回公判の際に情量酌量の目的で証人として出廷。脅迫は許されることではないと言及した上で「ガーシーさんが取り上げてくれなければ、この問題は明るみにはならなかっただろう」と東谷のYouTubeチャンネルの意義を申し立てた。
2023年4月12日に日本外国特派員協会で行った記者会見についてはジャニー喜多川性加害問題を参照。同年9月8日、同協会にて前日に行われたジャニーズ事務所の会見を受け、2回目の記者会見を開いた。前回の会見以降、「お前は嘘つきだ」「ジャニーズを潰した」等の誹謗中傷が相次いでおり、自身だけでなく母親にまで被害が及んでいることを「今回のことで一番辛い想いをしているのは、僕のお母さんです」と涙ながらに訴えた。今後はジャニーズ事務所に対し、自身からは指摘等はせず、自身の音楽活動に注力すると表明した。

## 人物

### 食生活
21歳の時にクローン病を患ったことをきっかけに酒を一切飲まなくなり、小麦もなるべく控えて1日1食の生活をしている。お袋の味はブラジルの生クリームを使ったストロガノフ。
基本的に食べ物の好き嫌いは無く、チョコやアイスクリームなどの甘い物も好物だが、杏仁豆腐だけは許せないとのこと。

## 格闘技
子供の頃に柔道を習っており、ジャニーズに入って以降ブラジルの国技であるカポエイラも始めた。2024年3月30日に開催されたBreakingDown11.5に出場。自身より17cmほど高身長であるむらけんと対戦し、初出場にしてKO勝ち。審査員の大沢ケンジから「顔と勝ち方トータルで見て一番かっこいい」と評される。
「格闘家になりたいわけじゃない」とし、あくまでも自身は音楽家であるとのこと。目標は「ブラジルからヤバいの連れてきてBreakingDownでブラジル対抗戦やること、そこまでは続けたい」と自身のYouTubeチャンネルで語っている。

### BreakingDownでの戦績
| 勝敗 | 対戦相手 | 試合結果                          | 大会名           | 開催年月日    |
| ×    | 咲人     | 1R+延長1R 判定0-5                 | BreakingDown15   | 2025年3月2日  |
| ○    | こめお   | 1R+延長1R 判定4-1                 | BreakingDown12   | 2024年6月2日  |
| ○    | むらけん | 1R+延長1R 0:42 KO（右ストレート） | BreakingDown11.5 | 2024年3月30日 |

## 作品
- 2019年2月5日　     Memories ft.iCE KiD
- 2019年11月1日　   Journey
- 2020年1月1日　     New Me
- 2020年3月14日　   Fantasy Dance
- 2021年2月5日　     愛する人
- 2022年4月8日　     オルゴール feat.Duuy
- 2022年8月8日　      Melon ft.Duuy
- 2023年5月23日　   The first
- 2023年11月22日　 My soul
- 2024年6月1日　      Race (BreakingDown12 入場曲)
- 2024年7月19日             Nangokue
- 2024年 9月5日              Pain

### 書籍
- ユー。 ジャニーズの性加害を告発して（2023年8月9日、文藝春秋、ISBN 978 4163917375）

## 出演

### テレビ
- Rの法則
- ザ少年倶楽部
- GTO